# Aroana cingalensis
Aroana cingalensis là một loài bướm đêm trong họ Erebidae.